# Tuffi ai campionati europei di nuoto 2018 - Trampolino 3 metri maschile
Il concorso dei tuffi dal trampolino 3 metri maschile dei Campionati europei di nuoto 2018 si è svolto il 9 agosto 2018 alla Royal Commonwealth Pool di Edimburgo.
La competizione è stata vinta dal britannico Jack Laugher che ha preceduto in finale i russi Il'ja Zacharov, argento, ed Evgenij Kuznecov, bronzo.

## Risultati
Il turno preliminare è iniziato alle 09:30. La finale si è svolta alle 15:00.
In verde sono indicati i finalisti
| Class   | Tuffatore           | Nazione       | Preliminare | Preliminare | Finale | Finale |
| Class   | Tuffatore           | Nazione       | Punti       | Class       | Punti  | Class  |
| ------- | ------------------- | ------------- | ----------- | ----------- | ------ | ------ |
| Oro     | Jack Laugher        | Gran Bretagna | 467.55      | 2           | 525.95 | 1      |
| Argento | Il'ja Zacharov      | Russia        | 508.10      | 1           | 519.05 | 2      |
| Bronzo  | Evgenij Kuznecov    | Russia        | 406.70      | 4           | 508.05 | 3      |
| 4       | Daniel Goodfellow   | Gran Bretagna | 415.70      | 3           | 437.75 | 4      |
| 5       | Patrick Hausding    | Germania      | 371.00      | 7           | 421.10 | 5      |
| 6       | Lorenzo Marsaglia   | Italia        | 350.60      | 10          | 409.70 | 6      |
| 7       | Guillaume Dutoit    | Svizzera      | 384.30      | 5           | 400.50 | 7      |
| 8       | Andrzej Rzeszutek   | Polonia       | 329.35      | 12          | 387.40 | 8      |
| 9       | Nicolás García      | Spagna        | 379.15      | 6           | 370.25 | 9      |
| 10      | Alexis Jandard      | Francia       | 335.95      | 11          | 369.65 | 10     |
| 11      | Yury Naurozau       | Bielorussia   | 366.80      | 8           | 362.55 | 11     |
| 12      | Oliver Homuth       | Germania      | 355.25      | 9           | 357.70 | 12     |
| 13      | Oleh Kolodij        | Ucraina       | 325.25      | 13          |        |        |
| 14      | Kacper Lesiak       | Polonia       | 313.70      | 14          |        |        |
| 15      | Damien Cély         | Francia       | 309.00      | 15          |        |        |
| 16      | Athanasios Tsirikos | Grecia        | 306.60      | 16          |        |        |
| 17      | Alberto Arévalo     | Spagna        | 305.90      | 17          |        |        |
| 18      | Alexander Kostov    | Bulgaria      | 304.05      | 18          |        |        |
| 19      | Jonathan Suckow     | Svizzera      | 303.95      | 19          |        |        |
| 20      | Giovanni Tocci      | Italia        | 303.90      | 20          |        |        |
| 21      | Juho Junttila       | Finlandia     | 298.65      | 21          |        |        |
| 22      | Johannes van Etten  | Paesi Bassi   | 297.75      | 22          |        |        |
| 23      | Dylan Vork          | Paesi Bassi   | 279.05      | 23          |        |        |
| 24      | Alexandr Molchan    | Bielorussia   | 271.60      | 24          |        |        |
| 25      | Nikolaj Schaller    | Austria       | 266.05      | 25          |        |        |
| 26      | Stanislav Oliferčyk | Ucraina       | 250.90      | 26          |        |        |
| 27      | Onikashvili Tornike | Georgia       | 224.85      | 27          |        |        |
| 28      | Melikidze Sandro    | Georgia       | 197.35      | 28          |        |        |